# رؤية ثلاثية الألوان

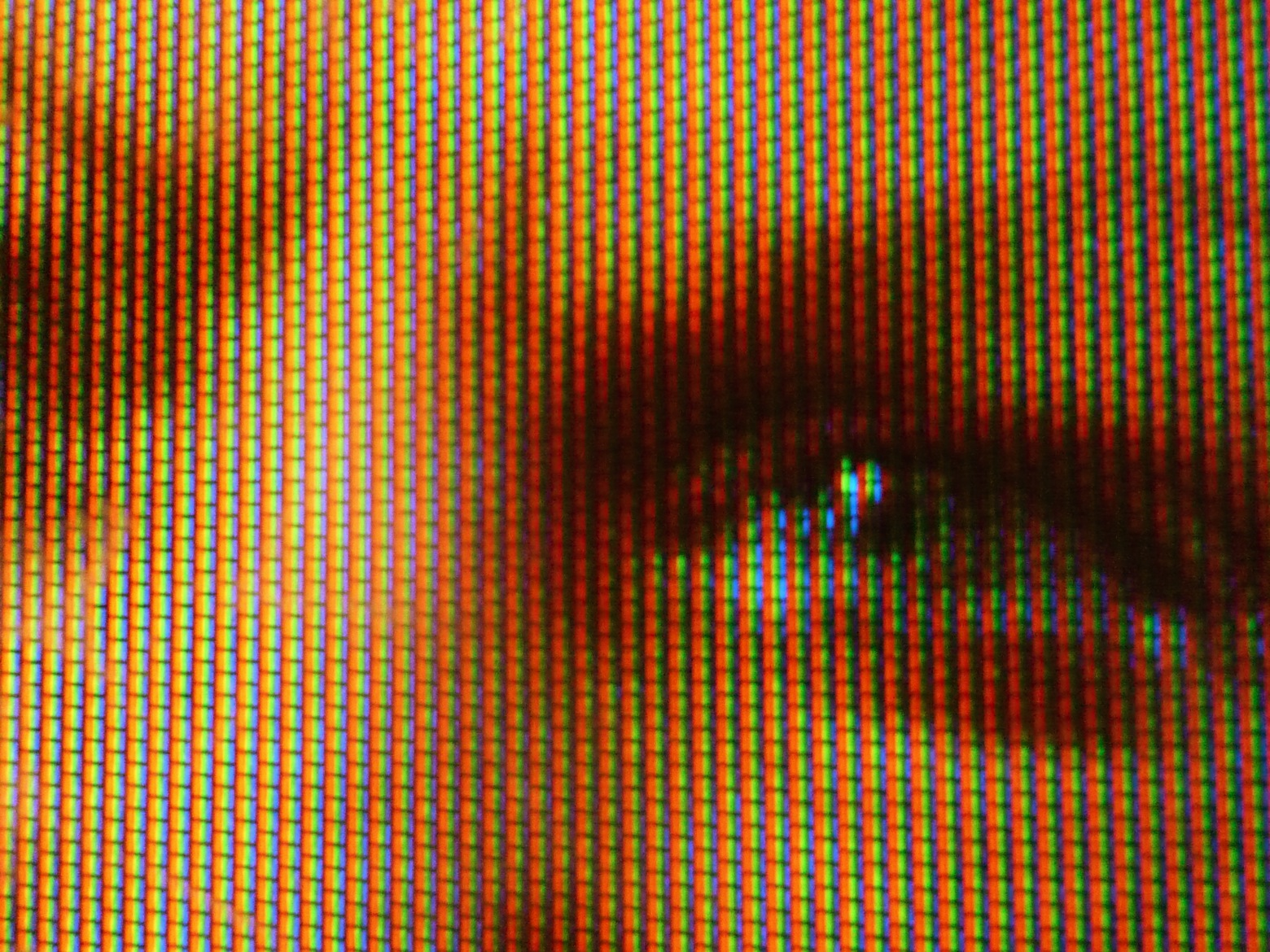
تقريب للرؤية ثلاثية الألوان، ما يخلق رؤية أكثر وضوحاً للألوان من خلال مجموعات ومستويات مختلفة من الألوان الثلاثة الأساسية: الأحمر والأخضر والأزرق

الرؤية التجسيمية  هي حالة امتلاك ثلاث قنوات مستقلة لتحويل معلومات الألوان، والمستمدة من ثلاث أنواع مختلفة من الخلايا المخروطية.
التفسير الشائع لظاهرة الرؤية ثلاثية الألوان هو أن شبكية عين الكائن الحي تحتوي على ثلاثة أنواع من مستقبلات اللون (تسمى الخلايا المخروطية في الفقاريات) ذات أطياف امتصاص مختلفة. في الواقع، قد يكون عدد هذه الأنواع من المستقبلات أكبر من ثلاثة، لأن الأنواع المختلفة قد تنشط عند شدة ضوء مختلفة. في الفقاريات التي تحتوي على ثلاثة أنواع من الخلايا المخروطية، عند شدة ضوء منخفضة، قد تساهم الخلايا العصوية في رؤية الألوان.